# Lebeda zahradní

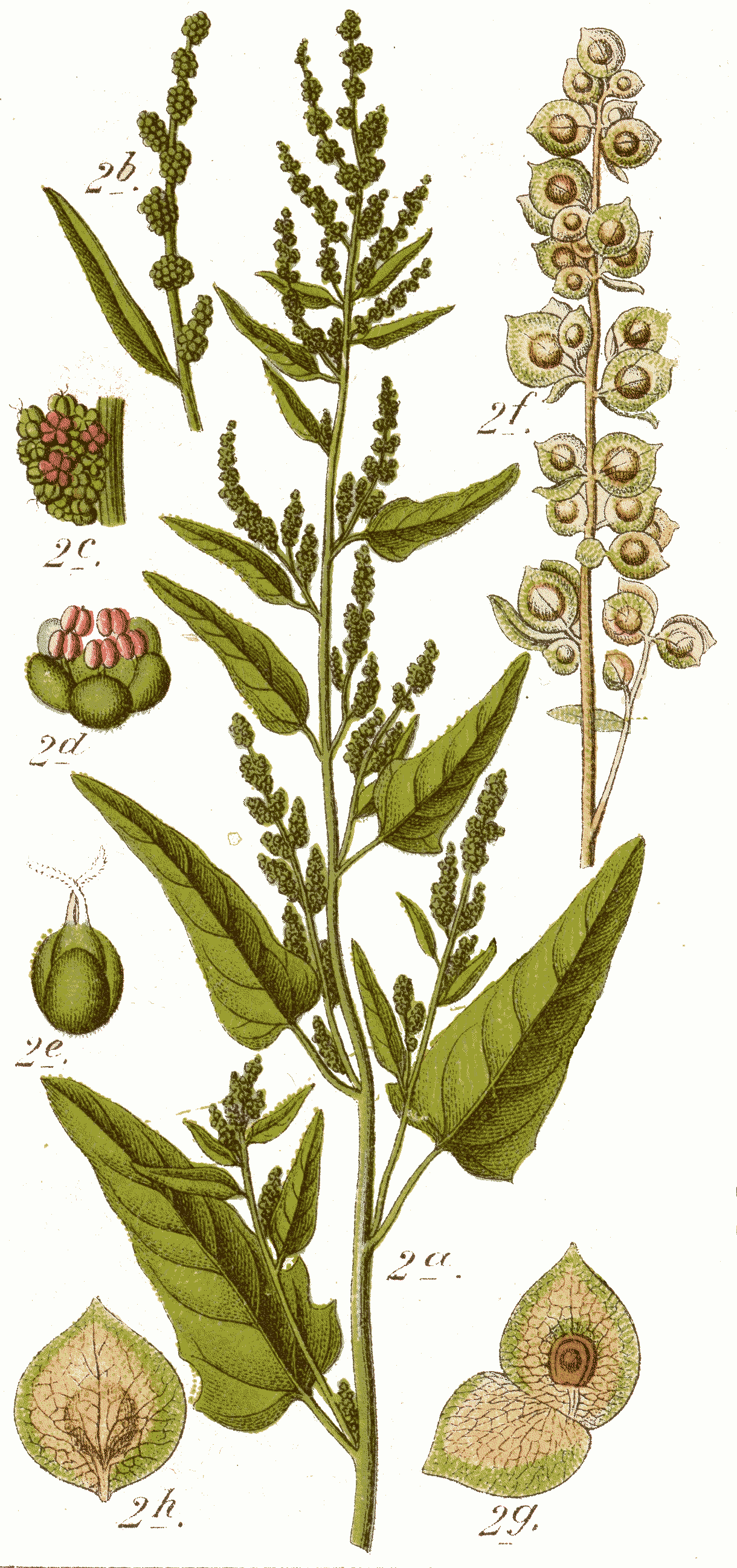
Zobrazení lebedy zahradní

Lebeda zahradní (Atriplex hortensis) je jednoletá, rychle rostoucí, statná bylina. Je to druh rodu lebeda, který je v České republice považován za archeofyt a bývá pěstován jako kuchyňská i okrasná rostlina a občas zplaňuje do volné přírody.
Pochází nejspíš z jihovýchodní oblastí evropského Ruska, odkud se v minulosti dostala do mírného podnebného pásu Evropy, Asie, Ameriky i Austrálie. Nejvíce je rozšířena v Jižní a Střední Evropě; v České republice ale není pro příbuznost se známými plevelnými lebedami příliš oblíbena.

## Ekologie
Lebeda zahradní pravděpodobně pochází z lebedy lesklé a mají mnoho společného. Je schopna vyrůstat v široké paletě půd, preferuje vlhká a světlá stanoviště dobře zásobená živinami. Dostatek světla, vláhy a živin je předpokladem pro její rychlý růst a tvorbu listů. Rostliny nejsou mrazu odolné. Suché a horké počasí urychluje tvorbu květů.

## Význam
Jako dávno zkulturněná rostlina byla hojně pěstována již ve starověkém Řecku a Římě. Byla převážně používána jako salát nebo se z ní vařily polévky či omáčky, později byla nahrazena špenátem, který má dužnatější listy. Lebeda zahradní má hojnost vitaminu C a vyšší nutriční hodnotu, navíc obsahuje minimum lidskému organismu škodlivé kyseliny šťavelové.
Používá se také jako okrasná rostlina v záhonech smíšených vyšších letniček nebo trvalek, obvykle se spolehlivě sama vysemení a příští rok na záhoně i po okolí spolehlivě znovu vyrůstá.

## Taxonomie
Během dlouhé doby pěstování lebedy zahradní byly vyšlechtěny dvě barevně odlišné variety:
- var. hortensis – listy jsou zelené nebo žlutozelené
- var. rubra – listy jsou červené nebo fialové, obsahují barvivo antokyan které se při vaření vyloučí do vody.

## Popis
Mohutná, jednoletá, jednodomá rostlina až dva metry vysoká, která má vzpřímenou a rozvětvenou lodyhu, často ve spodní části červenofialově zbarvenou a vyrůstající z hluboko sahajícího kořene. Listy má střídavé, dlouhé 5 až 25 a široké 3 až 18 cm, směrem vzhůru se zmenšující, jsou řapíkaté a oboustranně pomoučené. Čepele spodních a středních listů jsou trojúhelníkovité až vejčité či srdčité, nepravidelně plytce zubaté a na vrcholu špičaté, u horních listů jsou kopinaté.
Květy bez listenů jsou nejčastěji jednopohlavné, mají zelenou barvu a jejich smíšená klubkovitá květenství vytvářejí axiální nebo terminální laty. Samčí květy s pětičetným okvětím zelené barvy mají pět tyčinek. Samičí květy s listenci a s pestíkem bývají dvojí, buď také mají pětičetné okvětí nebo jsou bezobalné. Květy bez okvětí po opylení vztyčí oba oválné listence a ty se zdánlivě spojí a vytvoří nad vznikajícím plodem krovky. Květy s okvětím bývají někdy i oboupohlavné.
Květy se v závislosti na podnebí otvírají od června do srpna, opylovány jsou nejčastěji větrem. Samičí květy vytvářejí dvojí semena: květy s okvětím mají čočkovité nažky tmavohnědé až černohnědé a velké asi 2 mm, květy bez okvětí s krovkami mají ploché nažky světlehnědé a velké asi 4 mm.

## Rozmnožování
Lebeda zahradní se rozšiřuje pouze semeny, kterých vytváří veliká množství. Nažky mají nestejně dlouhou dobu dormance, světlé nažky kratší a tmavší delší. Dobře klíčí pokud jsou v malé hloubce pod povrchem, klíčivost si podržují po dobu několika let. Ploidie druhu je 2n = 18.

## Pěstování
Pro kuchyňské použití se doporučuje vysévat semena od března do srpna po etapách s odstupem 30 dnů. Během růstu je nutná pravidelná zálivka, ne však přemokření. Zhruba za dva měsíce po výsevu lze sklízet prvé listy, nejkvalitnější listy bývají do výšky 50 cm rostliny. Starší rostliny tvoří menší a tužší listy, kvetoucí rostliny mají listy nahořklé, letní výsevy často vybíhají do květu.